# Scaphopoda
Scaphopoda is een klasse van weekdieren, ook wel olifantstandjes, tandschelpen of stoottanden genoemd. Olifantstandjes zijn bekend sinds het Laat-Cambrium (ca. 500 miljoen jaar geleden). Er zijn ongeveer 300 fossiele soorten bekend en 350 recente.

## Kenmerken
Olifantstandjes hebben een uitwendige, lichtgebogen, langwerpige toelopende, buisvormige schelp, die doet denken aan de slagtand van een olifant. Beide uiteinden zijn open. De zuurstofopname vindt plaats door de mantel, want er zijn geen kieuwen. De afmetingen van de schelpen variëren naargelang van de soort van 2½ tot 15 cm. De grootste recente soort is Dentalium vernedei Sowerby, 1860. Rond de mond staan talrijke dunne tentakeltjes (of filamenten) die bezet zijn met trilharen, en die zich kunnen samentrekken om voedsel naar de mond te kunnen brengen.

## Leefwijze
Het dier leeft ingegraven in de zeebodem, waarbij het smalle uiteinde uit het zand steekt. Hier wordt water aangezogen waardoor de ademhaling mogelijk wordt. Het dier heeft geen kieuwen: de mantel dient als ademhalingsorgaan. Olifantstandjes leven vrijwel uitsluitend in diep tot zeer diep water. Het voedsel bestaat uit foraminiferen en andere micro-organismen.

## Soorten
In de zuidelijke Noordzee komen twee soorten voor:
- Antalis entalis Linnaeus, 1758 (Gladde olifantstand) en
- Antalis vulgaris (Da Costa, 1778) (Zwakgeribde olifantstand).

## Orden
De klasse kent twee ordes: 
- Dentaliida
- Gadilida